# Skärimansgrynnan
Skärimansgrynnan är en klippa i Finland.   Den ligger i kommunen Pargas i den ekonomiska regionen  Åboland  och landskapet Egentliga Finland, i den södra delen av landet, 150 km väster om huvudstaden Helsingfors.
Terrängen runt Skärimansgrynnan är platt.  Närmaste större samhälle är Åbo, 19,7 km norr om Skärimansgrynnan. I omgivningarna runt Skärimansgrynnan växer i huvudsak barrskog.